# Николово (област Русе)
Вижте пояснителната страница за други значения на Николово.
Николово е село в Северна България. То се намира в община Русе, област Русе.

## История
Николово се намира на 6 – 7 км от град Русе. Преди столетия на мястото на днешното Николово са възникнали две отделни села. Едното се казва Гагаля, а другото – Липник.
Гагаля носи името на татарин на име Гага Али, а Липник на голямата липова гора в местността Лесопарка. Гагаля е по-старо селище, защото се споменава в османските данъчни регистри още през XV в. След Освобождението сред коренното население („ерлии“) се заселват големи групи пришълци от Балкана (Тревненско, Габровско и др.), а след румънската окупация през 1918 г. тук идват и българи от Северна Добруджа. Малцинствени групи в селото няма. През 1955 г. двете села се обединяват и наричат Николово по името на местен интербригадист в гражданската война в Испания. (Никола Попов (1907-1953)).

## Население
Численост на населението според преброяванията през годините:
| \| Година на преброяване \| Численост \| \| --------------------- \| --------- \| \| 1934 \| 3906 \| \| 1946 \| 3751 \| \| 1956 \| 3410 \| \| 1965 \| 3977 \| \| 1975 \| 4221 \| \| 1985 \| 4049 \| \| 1992 \| 3640 \| \| 2001 \| 3352 \| \| 2011 \| 2942 \| \| 2021 \| 2879 \| |           |
| Година на преброяване | Численост |
| 1934 | 3906      |
| 1946 | 3751      |
| 1956 | 3410      |
| 1965 | 3977      |
| 1975 | 4221      |
| 1985 | 4049      |
| 1992 | 3640      |
| 2001 | 3352      |
| 2011 | 2942      |
| 2021 | 2879      |

### Етнически състав
Преброяване на населението през 2011 г.
Численост и дял на етническите групи според преброяването на населението през 2011 г.:
|                     | Численост | Дял (в %) |
| Общо                | 2942      | 100.00    |
| Българи             | 2848      | 96.80     |
| Турци               | 10        | 0.33      |
| Цигани              | 14        | 0.47      |
| Други               | 4         | 0.13      |
| Не се самоопределят | 3         | 0.10      |
| Неотговорили        | 63        | 2.14      |

## Религии
99,7% от населението са православни християни. Църквата в кв. Гагаля се нарича „Успение Богородично“. Църквата в кв. Липник се казва „Св. Димитър“ и е построена от известния уста Стоян от Разград – баща на първия български масон Иван Ведър. През последните две десетилетия са създадени и малки протестантски (петдесетнически) общности.

## Икономика
В землището на Николово се намира заводът за боеприпаси „Дунарит“.

## Културни и природни забележителности
В село Николово се намира лесопарк „Липник“ (или както всички го наричат „Текето“). Липовата гора обхваща 20 000 декара – най-големият масив в България. В изкуственото езеро до нея може да се лови риба или да се наблюдават тренировките на отбори по гребане. В гората над езерото е изграден зоопарк. Недалеч един от друг са разположени два минерални извора – единият със съдържание на сяра, а другият на варовик. Вторият е на мястото на старобългарски манастир „Св. Илия“, разрушен от османските завоеватели. На неговото място е построено теке за дервиши суфии, което също е съборено при реформите през 1826 г. До брега на езерото и навътре в гората днес работят два добри ресторанта. В лесопарка са изградени редица вили на бивши русенски предприятия и една държавна резиденция, в която са отсядали Тодор Живков, Николае Чаушеску и др.

## Редовни събития
Всяка година на 2 август (Илинден по стар стил) се чества празникът на селото (сбор) в гората до езерото, където се е намирал разрушеният манастир.
В лесопарк Липник на 24 май 2008 г. е проведен рокерски събор с мотоциклетни състезания, конкурси и др.

## Личности
- Никола Попов (1907 – 1953)
- Евгени Игнатов (1959 – ), български лекоатлет

## Други
Името на футболния отбор на селото е „Вихър“.